# قطار سریع‌السیر اروپا (ترانه)
«قطار سریع‌السیر اروپا» ترانه‌ای از گروه موسیقی الکترونیک کرافت‌ورک است که سال ۱۹۷۷ میلادی به عنوان تک‌آهنگ نخست آلبومی به همین نام منتشر شد.
این ترانه از آثار کلاسیک موسیقی الکترونیک به‌شمار می‌رود و نمونه‌برداری‌های بسیاری از روی ملودی آن تا کنون توسط هنرمندان مختلف صورت گرفته است.